# Roy Lassiter
Roy Lee Lassiter (* 9. března 1969) je bývalý americký fotbalový útočník. V začátcích Major League Soccer byl jedním z jejích nejlepších střelců, jeho střelecký rekord ze sezony 1996 (27 gólů) byl překonán až v roce 2018 Josefem Martínezem.

## Klubová kariéra
Lassiter se narodil ve Washingtonu, D.C., ale vyrůstal v Raleigh v Severní Karolíně, kde hrál za několik místních a univerzitních klubů. V roce 1992 se mu ozval prvoligový kostarický klub AD Turrialba. Sám Lassiter byl nabídkou překvapen, neměl tušení, odkud vybrali jeho jméno. Nabídku přijal, poté hrál po jedné sezoně v dalších kostarických klubech, AD Carmelita a LD Alajuelense. Před sezonou 1996 zamířil do nově vzniklé ligy Major League Soccer, přestoupil do Tampa Bay Mutiny. Hned v první sezoně nastřílel 27 gólů a na dlouhou dobu byl tento výkon rekordem ligy (rekord byl několikrát dorovnán, ale překonán byl až v roce 2018 Josefem Martínezem). V roce 1998 byl vyměněn do D.C. United za Roye Wegerleho. V D.C. odehrál dvě sezony, ve kterých vyhrál MLS Supporters' Shield, MLS Cup i Ligu mistrů. Kvůli platovému stropu byl v roce 2000 vyměněn do Miami Fusion, v roce 2001 přestoupil do Kansas City Wizards a v polovině sezony 2002 šel zpět do D.C. United, kde svoji kariéru v MLS zakončil. V MLS vsítil 88 gólů, tento rekord byl překonán až v červnu 2004 Jasonem Kreisem. Po MLS hrál ještě krátce v nižších ligách.

## Reprezentační kariéra
Poprvé byl Lassiter povolán do reprezentace v lednu 1992. Podruhé se podíval do reprezentace až o 3 roky později, v srpnu 1995 v přátelském utkání se Švédskem. V říjnu 1995 vstřelil svůj první reprezentační gól, do sítě Saúdské Arábie. Poslední zápas odehrál v roce 2000. Za reprezentaci odehrál 34 zápasů, vstřelil 4 góly.

### Góly za reprezentaci
| Gól | Datum        | Soutěž (kolo)       | Zápas                | Skóre (minuta) | Výsledek |
| --- | ------------ | ------------------- | -------------------- | -------------- | -------- |
| 1   | 8. 10. 1995  | Přátelské utkání    | USA – Saúdská Arábie | 4:3            | 4:3      |
| 2   | 14. 12. 1996 | Kvalifikace MS 1998 | USA – Kostarika      | 2:00(60.)      | 2:1      |
| 3   | 23. 3. 1997  | Kvalifikace MS 1998 | Kostarika – USA      | 2:20(67.)      | 3:2      |
| 4   | 29. 6. 1997  | Kvalifikace MS 1998 | Salvador – USA       | 0:10(57.)      | 1:1      |